# Псковское наместничество
Псковское наместничество — административно-территориальная единица Российской империи, существовавшая в 1777—1796 годах.

## История и состав
Псковское наместничество было образовано указом Екатерины II от 3 августа 1777 года из Псковской губернии. Исполняющий должность наместника (Тверского, Новгородского и Псковского наместничеств) стал Я. Е. Сиверс. Этим же указом были учреждены города Холм (на месте Холмского посада), Луга («близ урочища, где река Вревка в Лугу впадает») и Новоржев (на месте погоста Аршо), которые планировалось сделать уездными центрами, а сами уезды наместничества уравнять по величине, при этом бывший Пусторжевский уезд был переименован в Новоржевский. 

«14.636. — Августа 3. Именный, данный Сенату. — Объ учрежденіи Псковскаго Намѣстничества.

Всемилостивѣйше повелѣваемъ: правящему должность Нашего Тверскаго, Новогородскаго и Псковскаго Намѣстника Генералъ-Поручику Сиверсу, по изданнымъ въ прошломъ 1775 году Ноября 7 дня вновь учрежденіямъ для управленія Губерній Нашей Империи, исполнить въ Декабрѣ мѣсяце сего года, равномѣрно и въ Псковской Губерніи, составя сіе новое Намѣстничество изъ десяти уѣздов, а именно: Псковскаго, Островскаго, Опочецкаго, Пусторжевскаго, переименовавъ оный Новоржевскимъ, Великолуцкаго, Торопецкаго, Холмскаго, Порховскаго, Луцкаго и Гдовскаго, и между старыми уѣздами сдѣлать уравненіе отъ одного къ другому, предписаннымъ по учрежденію числомъ жителей. Къ новымъ же двумъ уѣздамъ, то есть, къ первому Холмскому приписать изъ Великолуцкаго и Торопецкаго, а ко второму Луцкому изъ Гдовскаго, Порховскаго и Новгородскаго положенное учрежденіемъ число душъ. Холмскій посадъ переименовать городомъ, на основаніи новыхъ городовъ Новгородской Губернии, назвавъ оный городъ Холмъ. На рѣкѣ Лугѣ учредить новый городъ близъ урочища, гдѣ рѣка Вревка въ Лугу впадаетъ, наименовавъ оный городъ Луга, а Правленіе Пусторжевскаго уѣзда, бывшее въ Заволочьѣ, перевести в Аршанскій станъ на рѣку Сореть, яко въ средину Новоржевскаго уѣзда и на большую изъ Пскова въ Великіе Луки дорогу, гдѣ и учредить городъ, подъ именованіемъ Новоржевъ.»— Полное собраніе законовъ Россійской Имперіи, съ 1649 года. Том XX. 1775-1780. Стр. 543.
28 февраля 1778 года наместничество фактически было сформировано и в нём были открыты присутственные места. Оно разделялось на 10 уездов.
- Великолукский уезд
- Гдовский уезд
- Лугский уезд
- Опочецкий уезд
- Островский уезд
- Порховский уезд
- Псковский уезд
- Новоржевский уезд
- Торопецкий уезд
- Холмский уезд

Указом от 11 декабря 1781 года Гдовский и Лугский уезды были переданы в Санкт-Петербургскую губернию.
Указом от 7 июня 1782 года из Псковского уезда был выделен новый Печорский уезд, его центром стал учреждённый город Печоры (ранее — Печорская слобода). С этого времени в наместничество входили следующие уезды.
- Великолукский уезд
- Опочецкий уезд
- Островский уезд
- Печорский уезд
- Порховский уезд
- Псковский уезд
- Новоржевский уезд
- Торопецкий уезд
- Холмский уезд

31 декабря 1796 года указом Павла I Псковское наместничество было ликвидировано; Псковский, Великолукский, Опочецкий, Островский, Порховский, Торопецкий уезды вошли в состав заново образованной Псковской губернии, а Печорский, Новоржевский и Холмский уезды упразднены.

## Руководители наместничества

### Генерал-губернаторы
- 1777—1781 — Сиверс, Яков Ефимович
- 1782—1791 — Репнин, Николай Васильевич
- 1782—1793 — Игельстром, Осип Андреевич
- 1794—1796 — Осипов, Григорий Михайлович

### Правители наместничества
- 1777—1778 — Христофор Романович фон Нолькен
- 1778—1781 — Мансуров Павел Дмитриевич
- 1781—1783 — Кожин Алексей Никитич
- 1783—1788 — Пиль, Иван Алферьевич
- 1788 — 27 января 1797 — Зуев, Харитон Лукич